# 야마기시 유야
야마기시 유야(일본어: 山岸 祐也, 1993년 8월 29일 ~ )는 일본의 축구 선수이다.

## 구단 경력
그는 2016년부터 J리그의 더스파구사쓰 군마, FC 기후, 몬테디오 야마가타, 아비스파 후쿠오카에서 뛰었다.